# Wedden dat ik het kan
Wedden dat ik het kan is een Nederlands televisieprogramma op SBS6, gepresenteerd door Jeroen van der Boom en later samen met Sylvie Meis.

## Opzet
In dit programma sluiten mensen fysieke of mentale weddenschappen af om records te vestigen. In latere uitzendingen kunnen deze records gebroken worden. Dit concept werd in 2008 en 2009 uitgezonden bij RTL 4 onder de titel Ik wed dat ik het kan!. In 2011 en 2012 werden de eerste twee seizoenen uitgezonden.
Het programma keerde op 22 oktober 2016 terug met wederom Van der Boom, dit keer op SBS6 en in duopresentatie met Sylvie Meis.
Vanaf 2 september 2017 keert het programma terug met een vierde seizoen. Ditmaal zonder Sylvie Meis. Jeroen Van der Boom neemt net als in seizoen 1 en 2 de presentatie alleen voor zijn rekening. In dit seizoen keert bovendien het concept van Wedden dat? terug, waarbij mensen moeten wedden op het succes van de weddenschappen. Het publiek wordt hierbij in twee teams opgesplitst met daarbij twee teamcaptains. De teamcaptains moeten na de uitleg van de weddenschap om de beurt raden of deze wel of niet lukt. Het publiek mag hierbij helpen door een rood of een groen handje op te steken. Als de captain het goed raadt, krijgt het team een punt. Zo niet, dan gaat het punt naar het andere team. Er kan bovendien een joker worden ingezet die bij een goed antwoord drie punten oplevert, maar bij een fout antwoord gaan deze naar het andere team. Het verliezende team moet aan het eind van de uitzending door de wasstraat. Is de stand aan het eind van de uitzending gelijk, dan gaan beide teams door de wasstraat.
Sinds 4 november 2023 wordt op NPO Zapp een soortgelijk programma uitgezonden, Zapp Recordbrekers. Hierin proberen kinderen records neer te zetten die in latere uitzendingen gebroken kunnen worden.